# Montecchio Emilia
Montecchio Emilia é uma comuna italiana da região da Emília-Romanha, província de Reggio Emilia, com cerca de 8.738 habitantes. Estende-se por uma área de 24 km², tendo uma densidade populacional de 364 hab/km². Faz fronteira com Bibbiano, Montechiarugolo (PR), Reggio Emilia, San Polo d'Enza, Sant'Ilario d'Enza.

## Demografia
| Variação demográfica do município entre 1861 e 2011                               |
|                                                                                   |
| Fonte: Istituto Nazionale di Statistica (ISTAT) - Elaboração gráfica da Wikipedia |